# Macromitrium renauldii
Macromitrium renauldii är en bladmossart som beskrevs av Thériot 1907. Macromitrium renauldii ingår i släktet Macromitrium och familjen Orthotrichaceae. Inga underarter finns listade i Catalogue of Life.